# Wilkesland

Die Lage und Untergliederung von Wilkesland in Antarktika

Das Wilkesland ist der größte Bereich des Australischen Antarktis-Territoriums der östlichen Antarktis. Es grenzt an den Indischen Ozean und liegt zwischen der Queen-Mary-Küste und dem Adélieland. Es stellt einen Sektor dar, der sich über eine Strecke von 2600 Kilometer bis zum Südpol erstreckt und eine Fläche von etwa 2.600.000 Quadratkilometer beinhaltet. 
Es wird in fünf Abschnitte eingeteilt:
1. Knox-Küste zwischen 100° 31′ und 109° 16′ östlicher Länge
2. Budd-Küste zwischen 109° 16′ und 115° 33′ östlicher Länge
3. Sabrina-Küste zwischen 115° 33' und 122° 05′ östlicher Länge
4. Banzare-Küste zwischen 122° 05′ und 130° 10′ östlicher Länge
5. Clarie-Küste zwischen 130° 10′ und 136° 11′ östlicher Länge

Gelegentlich wird das Wilkesland auch weiter gefasst und umfasst dann auch das Adélieland, das zum Französischen Antarktisgebiet gehört.
In älteren Dokumenten finden sich auch die Namen Totten-Küste (Totten Coast) (zwischen Sabrina-Küste und Banzare-Küste, um den Längengrad 120° Ost) und Norths-Küste (Norths Coast) (zwischen Banzare-Küste und Clarie-Küste, um den Ländengrad 127°45' Ost). Diese Namen sind jedoch nicht mehr gebräuchlich.
Wilkesland ist nach Charles Wilkes, dem Leiter der United States Exploring Expedition von 1838 bis 1842, benannt. Dieser meldete im Dezember 1839 die Sichtung eines „antarktischen Kontinents“. 
2006 wurde unter dem antarktischen Eis auf Grund von Schwereanomalien ein Meteoriten-Einschlagskrater entdeckt, der einen Durchmesser von fast 500 km aufweist. Er entstand vor ca. 250 Millionen Jahren durch den Einschlag eines sehr großen Meteoriten mit einem Durchmesser von bis zu 50 km. Damit war der Wilkesland-Meteorit etwa vier- bis fünfmal größer als derjenige, der vor ca. 65 Millionen Jahren zum Aussterben der Dinosaurier führte. Dieses Ereignis gilt als mögliche Mitursache des Massensterbens an der Perm-Trias-Grenze, bei dem fast 70 Prozent aller Arten ausstarben. Ferner könnte der Meteoriteneinschlag zur Bildung eines Grabens im östlichen Indischen Ozean beigetragen haben, durch den letztlich Australien vom Superkontinent Gondwana abgespalten wurde.